# Histoire de la langue anglaise

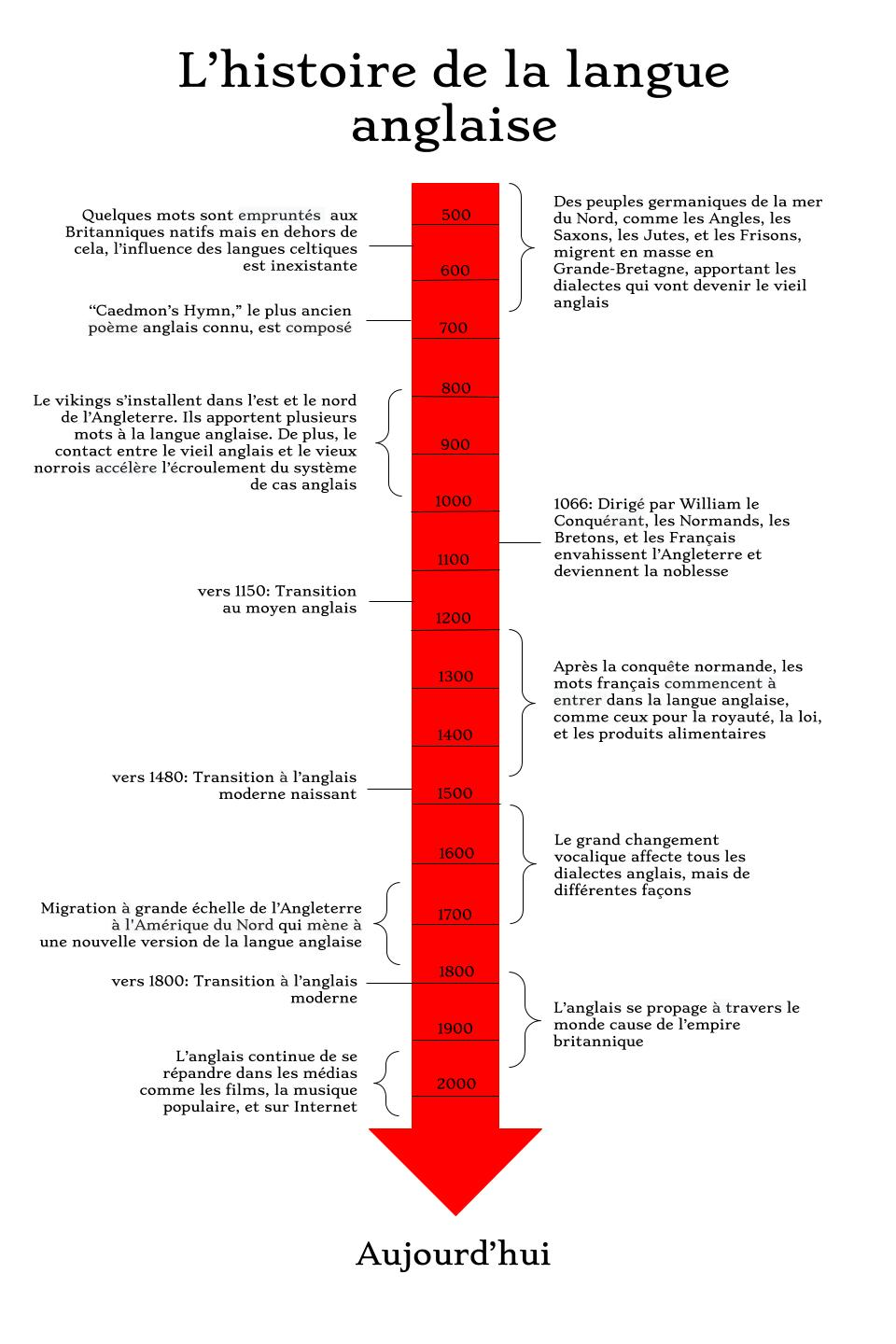

L’anglais est une langue germanique occidentale qui trouve son origine dans les dialectes anglo-frisons des tribus germaniques du nord-ouest européen. La langue a été largement influencée, surtout au plan lexical, par différentes formes de langues germaniques septentrionales importées par les colons scandinaves, puis par les langues d'oïl parlées notamment par les élites originaires de l'ouest de la France, en particulier de Normandie.

## Le vieil anglais (Old English)

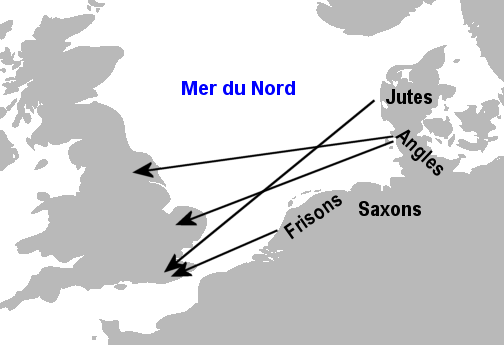
Origine géographique des déplacements de tribus germaniques à partir du Ve siècle. Les localisations sont approximatives.

L'anglais descend de la langue parlée par les tribus germaniques s'étant installées en Grande-Bretagne, dont les mieux connues sont les Angles (d'où la langue tire son nom), les Saxons, les Jutes et les Frisons.
Les dialectes germaniques, qui ont connu la première mutation consonantique, sont alors désignés sous le nom de vieil anglais, d'abord écrit en runes, puis avec l'alphabet latin, apporté par les scribes irlandais au VIIIe siècle. Le vieil anglais est phonétiquement très proche du vieux frison, davantage que ne l'est ce dernier du vieux bas francique ou du vieux saxon, bien que les Îles Britanniques aient longtemps été rattachées à la Frise par le Doggerland, il n'est toutefois pas possible de préciser la période de l'implantation de la langue en sol anglais puisque les Frisons ne sont généralement pas mentionnés parmi les peuples envahisseurs des Iles Britanniques. Il en va de même pour le scots d'Écosse et d'Irlande. Certains linguistes parlent d'anglo-frison pour désigner l'idiome originel. On le qualifie également d'« ingvaeonique ».
La seconde grande invasion linguistique fut le fait des Vikings, qui effectuèrent des raids sur la côte est de l'Angleterre à partir de 787 et commencèrent à s'y installer au milieu du IXe siècle. La région soumise aux Danois est connue sous le nom de Danelaw. Leur influence est notable dans le lexique, qui a alors emprunté de nombreux termes au vieux norrois, dont des mots très courants en anglais moderne: fellow, take, give, skin, etc. La grammaire est même affectée, avec le remplacement des anciens pronoms pluriels du saxon par they, them et their et l'apparition de la terminaison en -s à la 3e personne du singulier de l'indicatif présent ainsi que l'élimination progressive des genres grammaticaux remplacés par une utilisation plus élargie du neutre (notamment à partir de l'article défini masculin singulier anglo-saxon sē « le », plus tardivement þe pour les cas obliques, à l'origine du moyen anglais the « le », « la », « les »), déjà dénotée dans la traduction sous Alfred le Grand d'Histoires contre les païens d'Orose et dans les gloses des Évangiles de Lindisfarne,. Par ailleurs, le subjonctif couramment utilisé en vieil anglais est un mode grammatical qui sera réduit de façon substantielle au point de quasiment disparaître. De plus, le vieil anglais comptait deux formes du verbe être : wesan et bēon (voir copule indo-européenne) dont la conjugaison sera par la suite fortement influencée par la langue des nouveaux arrivants Scandinaves, principalement du Danemark mais aussi de la Norvège (dans le nord-ouest du Danelaw). L'anglais du Moyen-Âge est une langue qui a évolué pour permettre une intercompréhension entre deux ou même trois peuples (en incluant les autochtones) qui vivaient côte à côte ; sa grammaire a, de ce fait, été considérablement simplifiée avant de se fixer, comme pour toutes les langues, avec l'invention de l'imprimerie, alors que son vocabulaire s'est enrichi de nombreux emprunts lexicaux.
L'influence du latin, langue liturgique du christianisme que les scribes irlandais ont apportée, est aussi très forte. On arrête le vieil anglais au XIe siècle, à l'issue de la bataille de Hastings, en 1066. 
Ci-dessous le texte du Notre Père en vieil anglais (saxon occidental):
| En vieil anglais : Fæder ure þu þe eart on heofonum, sie þin nama gehalgod. To becume þin riċe, geweorþe ðin willa, on eorðan swa swa on heofenum. Urne gedæġhwamlican hlaf sele us todæġ, and forgief us ure gyltas, swa swa we forgiefað urum gyltendum. And ne ġelæd þu us on costnunge, ac alies us of yfele. Soþlice. | En transcription moderne : Father ours, thou that art in heaven, Hallowed be thy name. Come thy rich (kingdom), Worth (manifest) thy will, on earth also as in heaven. Our daily loaf sell (give) us today, and forgive us our guilts as also we forgive our guilty. And 'ne lead' (lead not) thou us in temptation, but loose (release) us of evil. Soothly. |  |

## Le moyen anglais (Middle English)
| Latin                                                    | ≈29% |
| Français (d'abord français anglo-normand, puis français) | ≈29% |
| Germanique                                               | ≈26% |
| Grec                                                     | ≈6%  |
| Autres                                                   | ≈10% |

Selon des sources,, l'origine des mots anglais se décompose comme suit:

Après sa victoire sur les Saxons à Hastings, Guillaume le Conquérant s'installe en Grande-Bretagne et impose le normand comme langue de la cour, qui évolue en français anglo-normand. Tout cela entraîne une modification profonde de la langue anglaise. Les emprunts sont très nombreux et concernent principalement les domaines auxquels s'intéressent les maîtres normands, c'est-à-dire l'administration (authority, government...), la justice (evidence, pardon...), la religion (abbey, temptation...), l'armée (battle, retreat...), la nourriture (cream, vinegar...), la mode (button, garter...), les arts (minstrel, rhyme...), les sciences (anatomy, sulphur...), etc. Cependant, d'autres termes ont une phonétique plus spécifiquement normande qui masque leur origine continentale : war (werre = guerre), wait (waitier = guetter, anc. guaitier), car (char), candle (candelle = chandelle), cherry (cherise = cerise, avec /s/ perçu comme un pluriel)... Présence de doublons normand / angevin (ou français) : warrantee / guarantee, wallop / gallop...
Ces emprunts doublonnent sémantiquement souvent avec des mots de radical saxon (germanique). Le mot saxon est employé par le peuple, alors que le terme français est souvent lié au registre soutenu ou au parler des nobles.  Par exemple, ox, calf, pig ou swine et sheep, termes germaniques, représentent chez le producteur - les paysans - ce que le consommateur - essentiellement les nobles normands - désigne par beef (« bœuf »), veal, (« veau »), pork (« porc ») et mutton (« mouton »). Ainsi, ces mots désignent surtout la viande par opposition au bétail sur pied ; mais on a aussi let's return to our muttons « revenons à nos moutons » et fig. muttonhead, « mouton [de Panurge] ». Par contre la soupe de queue de bœuf est appelée oxtail soup, car à l'origine, ce potage était un plat plébéien. 
Cette thèse de la différenciation sociale des doublons français et saxons doit cependant être fortement nuancée si l'on en croit Robert Burchfield : selon lui, les mots d'origine française tels que beef et mutton ont bien coexisté avec leurs équivalents saxons ox et sheep, mais pouvaient tout aussi bien désigner l'animal sur pied. Ce n'est qu'à partir du XVIIIe siècle, soit bien après la conquête normande, que les usages de ces mots d'origine française et saxonne ont divergé. 
Cette coexistence du terme d'origine romane avec celui d'origine germanique s'est donc réalisée au profit de l'un ou de l'autre. Dans certains cas, il a pu renforcer ou faire évoluer phonétiquement et / ou sémantiquement le terme saxon (rich, riche, d'où riches, emprunt au français), le reléguer dans un emploi plus spécialisé à l'inverse des exemples ci-dessus (vieil anglais dēor, animal, cf. allemand Tier, puis deer, cervidé / animal, animal ou encore seethe, bouillonner, jadis bouillir, cf. allemand sieden, remplacé par boil d'origine française en ce sens), ou le faire disparaitre (moyen anglais frith, cf. allemand Frieden / pes, pais, paix, mod. peace. Moyen anglais arm, pauvre, malheureux, cf. allemand arm / pou(e)re, por, pauvre, mod. poor, cf. français dialectal pour, paur. Vieil anglais eorfoðe, peine, difficulté, cf. allemand Arbeit, moyen anglais arvethlich, pénible / travail, travel peine, difficulté, mod. travel, voyage).
Au cours de cette période, l'anglais reprend par ailleurs au normand l'emploi du s final comme marqueur du pluriel, qui est inexistant dans les autres langues germaniques.
De plus, la langue simplifie ses déclinaisons. C'est le moyen anglais, dont l'orthographe est fortement influencée par celle des scribes normands, lesquels inventent par exemple les digrammes de la langue (ch, sh, gh, th) et introduisent la lettre w (anciennement un digramme vv ou uu), faisant ainsi sortir de l'usage des lettres anciennes comme þ (thorn, remplacé par th), ð (edh, remplacé aussi par th), ȝ (yogh, proche d'un 3, remplacé par gh ou y principalement) ou ƿ (wynn, proche d'un p, remplacé par w). Le pronom personnel de la deuxième personne du singulier thou « tu » de même que ses déclinaisons (thee, thine, thy et thyself) que l'on retrouvait encore dans les œuvres de Shakespeare deviendront archaïques et par le fait même le verbe to thou « tutoyer ». Les Contes de Canterbury de Geoffrey Chaucer (XIVe siècle) sont écrits en moyen anglais.
| En moyen anglais : Whan that Aprill with his shoures sote The droghte of Marche hath perced to the rote, And bathed euery veyne in swich licour, Of which vertu engendred is the flour; | En anglais moderne: When April with its sweet showers has pierced the drought of March to the root, and bathed every vein in such liquor from whose power the flower is engendered. | En français : Quand avril avec ses averses douces a percé la sécheresse de mars à la racine, et a imprégné chaque veine avec un fluide dont la vertu est d'engendrer la fleur. |

Le dialecte des Midlands de l'Est au XIVe siècle est distinctement reconnu comme étant l'origine de l'anglais moderne,.
Comme le français comporte quelques mots germaniques (issus principalement du vieux-francique), il s'ensuit que l'anglais possède des mots d'apparence latine, mais bel et bien d'origine germanique, tels que ceux listés ici (en).

## L'anglais moderne (Modern English)
Le grand changement vocalique, qui a vu la modification en profondeur des voyelles anglaises, du XVe siècle marque le tournant d'un autre état de la langue, l'anglais moderne. On y distingue deux sous-périodes : l’anglais moderne naissant (avant le XVIIe siècle) (période de Shakespeare,  avec sa riche variété d’écriture et de prononciation) et l'anglais moderne (tardif) (après 1650/1700), quand, à la suite des conquêtes britanniques, la langue s'est de nouveau lexicalement enrichie de manière notable grâce aux emprunts faits aux langues des colonies.
Après la Seconde Guerre mondiale se répand le qualificatif de Business English ou Basic English. Cet anglais contemporain est le fruit d'une stratégie explicite de diffusion de la langue anglaise sur le plan international. L'un des objectifs premiers de ce projet était de donner une langue aisément et rapidement assimilable par les peuples issus de la colonisation. Dès sa création en 1940, le Basic English reçut le soutien actif de Winston Churchill ; dans un entretien radiophonique accordé à la BBC en 1941, il déclara que le Basic English deviendrait après la guerre « the English speaking world ». Le Basic English repose sur une simplification volontaire de la langue, réduite pour le cas de l'anglais à 850 mots. Le succès de cet anglais simplifié, considéré d'ailleurs comme « l'arme la plus terrifiante de l'ère moderne » a justifié l'existence d'une tentative similaire pour la langue française ; mais ce projet fut abandonné.